# Nuoto ai Giochi della XX Olimpiade - 100 metri rana femminili
La competizione dei 100 metri rana femminili di nuoto ai Giochi della XX Olimpiade si è svolta nei giorni 1° e 2 settembre 1972 alla Olympia Schwimmhalle di Monaco di Baviera.

## Programma
| Data              | Ora   | Round        | Note                                |
| ----------------- | ----- | ------------ | ----------------------------------- |
| 1º settembre 1972 | 10:25 | 5 Batterie   | I migliori 16 tempi alle semifinali |
| 1º settembre      | 18:10 | 2 Semifinali | I migliori 8 tempi alla finale      |
| 2 settembre       | 19:10 | Finale       |                                     |

## Risultati

### Batterie
| Pos. | Atleta             | Nazione          | Tempo   | Pos F |
| ---- | ------------------ | ---------------- | ------- | ----- |
| 1    | Lyudmila Porubayko | Unione Sovietica | 1'17"14 | 5 Q   |
| 2    | Renate Vogel       | Germania Est     | 1'17"33 | 8 Q   |
| 3    | Beverley Whitfield | Australia        | 1'17"59 | 9 Q   |
| 4    | Tetiana Prudnikova | Unione Sovietica | 1'18"11 | 13 Q  |
| 5    | Yoko Yamamoto      | Giappone         | 1'18"94 | 24    |
| 6    | Ann O'Connor       | Irlanda          | 1'19"13 | 26    |
| 7    | Judith Hudson      | Australia        | 1'19"78 | 30    |
| 8    | Shlomit Nir        | Israele          | 1'20"90 | 34    |

| Pos. | Atleta               | Nazione        | Tempo   | Pos F |
| ---- | -------------------- | -------------- | ------- | ----- |
| 1    | Judy Melick          | Stati Uniti    | 1'16"75 | 3 Q   |
| 2    | Vreni Eberle         | Germania Ovest | 1'17"67 | 10 Q  |
| 3    | Lynn Vidali          | Stati Uniti    | 1'18"80 | 21    |
| 4    | Zuzana Marková       | Cecoslovacchia | 1'18"88 | 23    |
| 5    | Jaroslava Slavíčková | Cecoslovacchia | 1'19"12 | 25    |
| 6    | Diana Harris         | Gran Bretagna  | 1'19"19 | 27    |
| 7    | Winnie Nielsen       | Danimarca      | 1'23"00 | 37    |
| 8    | Leonor Urueta        | Messico        | 1'23"21 | 38    |

| Pos. | Atleta                | Nazione        | Tempo   | Pos F |
| ---- | --------------------- | -------------- | ------- | ----- |
| 1    | Dorothy Harrison      | Gran Bretagna  | 1'16"99 | 4 Q   |
| 2    | Christine Jarvis      | Gran Bretagna  | 1'18"27 | 14 Q  |
| 3    | Sylvia Langer         | Germania Est   | 1'18"29 | 15 Q  |
| 4    | Brigitte Schuchardt   | Germania Est   | 1'18"62 | 17    |
| 5    | Dagmar Sierck         | Germania Ovest | 1'18"80 | 22    |
| 6    | Jane Wright           | Canada         | 1'20"56 | 31    |
| 7    | Cristina Teixeira     | Brasile        | 1'20"58 | 32    |
| 8    | Ani Jane Mugrditchian | Libano         | 1'29"71 | 40    |

| Pos. | Atleta                 | Nazione          | Tempo   | Pos F |
| ---- | ---------------------- | ---------------- | ------- | ----- |
| 1    | Galina Prozumenščikova | Unione Sovietica | 1'17"18 | 6 Q   |
| 2    | Jeanette Pettersson    | Svezia           | 1'17"83 | 11 Q  |
| 3    | Éva Kiss               | Ungheria         | 1'18"57 | 16 Q  |
| 4    | Alie te Riet           | Paesi Bassi      | 1'18"79 | 20    |
| 5    | Tineke Hofland         | Paesi Bassi      | 1'19"38 | 28    |
| 6    | Patricia Siewert       | Germania Ovest   | 1'19"54 | 29    |
| 7    | Mairi Ioannidou        | Grecia           | 1'21"70 | 36    |
| 8    | Lee Yue-Hwan           | Taiwan           | 1'25"47 | 39    |

| Pos. | Atleta                   | Nazione     | Tempo   | Pos F |
| ---- | ------------------------ | ----------- | ------- | ----- |
| 1    | Catherine Carr           | Stati Uniti | 1'16"01 | 1 Q   |
| 2    | Ágnes Kaczander-Kiss     | Ungheria    | 1'16"52 | 2 Q   |
| 3    | Britt-Marie Smedh        | Svezia      | 1'17"21 | 7 Q   |
| 4    | Erika Rüegg              | Svizzera    | 1'17"95 | 12 Q  |
| 5    | Sylvia Dockerill         | Canada      | 1'18"64 | 18    |
| 6    | Marian Stuart            | Canada      | 1'18"69 | 19    |
| 7    | Béatrice Mottoulle       | Belgio      | 1'20"79 | 33    |
| 8    | Ana Elena de la Portilla | Messico     | 1'21"61 | 35    |

### Semifinali
| Pos. | Atleta                 | Nazione          | Tempo   | Pos F |
| ---- | ---------------------- | ---------------- | ------- | ----- |
| 1    | Galina Prozumenščikova | Unione Sovietica | 1'15"89 | 2 Q   |
| 2    | Ágnes Kaczander-Kiss   | Ungheria         | 1'16"34 | 5 Q   |
| 3    | Dorothy Harrison       | Gran Bretagna    | 1'16"53 | 6 Q   |
| 4    | Vreni Eberle           | Germania Ovest   | 1'16"76 | 8 Q   |
| 5    | Renate Vogel           | Germania Est     | 1'16"87 | 10    |
| 6    | Erika Rüegg            | Svizzera         | 1'17"50 | 11    |
| 7    | Christine Jarvis       | Gran Bretagna    | 1'17"58 | 13    |
| 8    | Éva Kiss               | Ungheria         | 1'17"59 | 14    |

| Pos. | Atleta              | Nazione          | Tempo   | Pos F |
| ---- | ------------------- | ---------------- | ------- | ----- |
| 1    | Catherine Carr      | Stati Uniti      | 1'15"00 | 1 Q   |
| 2    | Judy Melick         | Stati Uniti      | 1'16"22 | 3 Q   |
| 3    | Beverley Whitfield  | Australia        | 1'16"26 | 4 Q   |
| 4    | Britt-Marie Smedh   | Svezia           | 1'16"67 | 7 Q   |
| 5    | Lyudmila Porubayko  | Unione Sovietica | 1'16"85 | 9     |
| 6    | Jeanette Pettersson | Svezia           | 1'17"54 | 12    |
| 7    | Tetiana Prudnikova  | Unione Sovietica | 1'19"37 | 15    |
| 8    | Sylvia Langer       | Germania Est     | 1'20"03 | 16    |

### Finale
| Pos.    | Atleta                 | Nazione          | Tempo   | Nota            |
| ------- | ---------------------- | ---------------- | ------- | --------------- |
| Oro     | Catherine Carr         | Stati Uniti      | 1'13"58 | Record mondiale |
| Argento | Galina Prozumenščikova | Unione Sovietica | 1'14"99 |                 |
| Bronzo  | Beverley Whitfield     | Australia        | 1'15"73 |                 |
| 4       | Ágnes Kaczander-Kiss   | Ungheria         | 1'16"26 |                 |
| 5       | Judy Melick            | Stati Uniti      | 1'16"34 |                 |
| 6       | Vreni Eberle           | Germania Ovest   | 1'17"16 |                 |
| 7       | Britt-Marie Smedh      | Svezia           | 1'17"19 |                 |
| 8       | Dorothy Harrison       | Gran Bretagna    | 1'17"49 |                 |